# Sodniško žezlo iz Žužemberka
Sodniško žezlo žužemberškega trškega sodnika je sodniško žezlo iz medenine dolžine 39 cm, ki ga je dal leta 1642 izdelati sodnik Gregor Bukovec, o katerem priča tudi napis na spodnjem delu žezla »GREGER / WVCKOW /  ITZ.M.R.I.S. / 1642«. Kratica M.R.I.S(»Marktrichter in Seisenberg«) kaže na to, da je bil trški sodnik. Znano je, da je bil sodnik tudi za leta 1658, 1659, 1664 in 1665. Žezlo je oblikovano kot baluster (del stebla) in na vrhu z listnato popkastim  glavičem, iz katerega je razvidno, da se je del vrha odlomil v primerjavi s sepia risbo, Petra Žmitka, sodniškega žezla iz leta 1905, ki jo hrani Narodni muzej  Slovenije. Nanj so prisegali novosprejeti tržani, prisedniki in novi sodniki, simbol trškega sodstva in samouprave, kot je razvidno iz ohranjenih sodnih protokolov. V žužemberški občinski pisarni je žezlo pred letom 1886 opazil Avgust Dimitz. Žezlo danes hrani Narodni muzej Slovenije pod inventarno številko 14324.
Sodniška palica oziroma kasneje v 16. in 17. stoletju se začne v pisnih virih omenjati kot žezlo, do terminološke spremembe je prišlo po tem, ko so začeli z njihovim posrebrenjem ali pozlačenjem. Izraža zlasti sodno oblast in je kot taka najpomembnejša sodniška insignija. Prestižnejši primerki so bili okrašeni z lilijo, kar je predstavljalo sodniško milost, pa tudi z zvezdo, grbom, roko  pravice, palmino vejo ipd. Podlaga za njen razvoj naj bi bila praktične  narave, in sicer omogočanje opore in tako lažjega potovanja zgodnjesrednjeveškemu potujočemu sodniku. Sodnik je lahko bil imenovan s predajo sodniške palice ali s prisego nanjo. Držanje palice od začetka do konca postopka je predstavljalo konstitutivni procesni element, tako je lahko sodnik izvajal procesno učinkovita dejanja le, dokler je držal sodniško palico, njen osnovni položaj je bil  navpično navzgor. Constituto Criminalis Carolina omenja rabo sodniške palice ali meča med sojenjem, ko sodnik primerno sedi, kot veleva krajeven običaj (82 CCC). Da je moral imeti mestni sodnik v času  izreka sodbe sodno žezlo v rokah, nam priča tudi Ljubljanski sodni red iz 16. stoletja. Constitutio Criminalis Carolina (96 CCC) in kasneje tudi v Constitutio Criminalis Theresiana (43 §4 CCT) omenja prelom palice po obsodbi, a seveda gre tukaj za (leseno) sodno palico in ne za sodniško palico oz. žezlo, le-teh niso prelamljali. Krvni sodnik je sodbeno listino s smrtno obsodbo ovil okoli (lesene sodne) palice in jo ponesel iz posvetovalnice na kraj usmrtitve, simboličen prelom palice nad glavo obdolženca napoveduje njegovo smrt.